# 豊橋市立磯辺小学校
豊橋市立磯辺小学校（とよはししりつ いそべしょうがっこう）は、愛知県豊橋市駒形町にある公立小学校。

## 沿革
- 1873年（明治6年）10月 - 草間学校が開校。長栄寺[注釈 1]を仮校舎とする。
- 1878年（明治11年） - 向草間村、草間村、上牟呂村、中牟呂村、下牟呂村、松井新田、上原新田、富田新田、松島新田が合併し、磯辺村となる。
- 1879年（明治12年） - 校舎を新築し、移転する。
- 1884年（明治17年） - 磯辺村の一部（上牟呂、中牟呂、下牟呂、富田新田、松島新田）が、牟呂村として分立する。
- 1887年（明治20年） - 尋常小学磯辺学校に改称する。
- 1892年（明治25年） - 磯辺尋常小学校に改称する。
- 1906年（明治39年）8月31日 - 高師村、野依村、磯辺村、福岡村、植田村、大崎村が合併し、高師村が発足。
- 1907年（明治40年）1月 - 高師村立磯辺尋常小学校に改称する。
- 1932年（昭和7年）9月1日 - 高師村が豊橋市に編入される。
- 1941年（昭和16年）4月1日 - 磯辺国民学校に改称する。
- 1947年（昭和22年）4月1日 - 豊橋市立磯辺小学校に改称する。
- 1985年（昭和60年）4月 - 豊橋市立中野小学校を分離する。
- 1994年（平成6年）4月 - 神野新田町字沖ノ島が大崎小学校校区から磯辺小学校校区に移る。

## 通学区域
- 王ヶ崎町字王郷、王ヶ崎町字北欠、王ヶ崎町字北欠下、王ヶ崎町字汐崎、王ヶ崎町字八幡東の一部、王ヶ崎町字八幡前、王ヶ崎町字万福寺東の一部、王ヶ崎町字宮脇、駒形町、大山町、磯辺下地町（字葭山の一部を除く）、松井町字赤根の一部、一色町、中野町字大原、中野町字欠、中野町字中原、中野町字二本松西、中野町字野中、草間町字郷西、草間町字大応寺前、草間町字寺東、草間町字東郷、草間町字二本松、草間町字東山の一部、向草間町（字向西の一部を除く）、神野新田町（二回町自治会区域に属する地区）、城山町、内張町[1]。

## 進学先中学校
- 豊橋市立南陽中学校

## 交通アクセス
- 豊橋鉄道渥美線高師駅下車、徒歩約20分。
- 豊鉄バス中浜大崎線「駒形」バス停より徒歩約4分。

豊橋駅前より【6系統】「豊橋ハートセンター」行。【7系統】「トピー工業前」行。【8系統】「デンソー前」行。【9系統】「大崎」行。

## 周辺施設
- 豊橋市立南陽中学校
- 磯辺保育園
- 豊橋磯辺郵便局
- 豊橋市保健所
- 豊橋ハートセンター